# Eurocampus
L'Eurocampus és un projecte de l'Euroregió Pirineus Mediterrània enfocat a la creació del campus universitari més gran d'Europa i el 7é campus del món, capaç de reunir més de mig milió d'estudiants, 45.000 investigadors i 87 centres d'educació superior. L'Eurocampus Pirineus Mediterrània està format per centres d'educació superior i governs de Midi-Pyrénées, Languedoc-Roussillon, Catalunya i Illes Balears.

## Els objectius

### Afavorir l'intercanvi de coneixements i la mobilitat dels estudiants, dels professors i dels investigadors
Destinat a reunir tots els actors de l'ensenyament superior i de la recerca al si de les quatre regions membres, l'objectiu de l'Eurocampus és crear un pol de mobilitat Eurocampus. Aquest pol es basa en l'establiment d'avantatges i ajudes concretes reservats als estudiants, així com en el desenvolupament d'un pla d'estudis que condueixi a una doble formació.
A més, l'Eurocampus fomenta l'aprenentatge de les llengües de l'Euroregió proposant un ensenyament gratuït i intensiu, que facilita la intercomprensió de les llengües per part dels estudiants en mobilitat (Projecte IC4).
Pel que fa als professors i els investigadors, l'Eurocampus estimula la mobilitat a través dels intercanvis entre universitats, laboratoris i centres de recerca.

### Reforç la cooperació en matèria d'innovació i recerca
Un dels factors per al desenvolupament de les regions depèn de la capacitat per a desenvolupar els nostres recursos en els àmbits de tecnologia, recerca i innovació. L'objectiu de l'Eurocampus és, per tant, promoure l'acostament entre les estructures de recerca i les empreses del mateix sector per crear una sòlida xarxa en el territori de l'Euroregió, gràcies a la creació de clústers o pols de competitivitat.

### Una plataforma digital
L'Eurocampus digital serveix no solament de plataforma d'intercanvis interactiva, dinàmica i fàcilment accessible, si no que també es posiciona com una comunitat virtual d'estudiants, investigadors i docents dels territoris de l'Euroregió.
"L'Eurocampus digital" ofereix molts serveis, com la publicació en línia de les ofertes de formació de les quatre regions membres, així com cursos, informacions sobre la vida dels estudiants o la creació de plataformes per als investigadors. El lloc web Eurocampus evoluciona i s'adapta per oferir més serveis en funció de les necessitats dels actors implicats en l'Eurocampus, al mateix temps que garanteix la visibilitat internacional de la seva activitat.